# Septembre 1839

## Événements
- 2 septembre, France : ouverture aux voyageurs de la ligne de chemin de fer de Paris à Versailles par la rive droite de la Seine.

- 6 septembre : découverte de Ahe en Polynésie française par Charles Wilkes.

- 7 septembre, France : expériences du daguerréotype faites par Jacques Daguerre au palais du quai d'Orsay, renouvelées les 11 et 14.

- 9 septembre, France : Honoré de Balzac demande son soutien à Armand Dutacq, gérant du journal Le Siècle, dans l'Affaire Peytel, pour sauver un innocent de l'échafaud, dans une lettre qu'il envoie de Bourg-en-Bresse.

- 19 septembre : départ du Royaume-Uni de l'explorateur britannique James Clark Ross. Il tente d'approcher le continent antarctique (fin en 1841).

- 21 septembre, France : Adèle Hugo et ses enfants quittent Villequier pour Le Havre.

- 27, 28 et 29 septembre, France : Honoré de Balzac rédige dans Le Siècle, un plaidoyer en faveur de Sébastien-Benoît Peytel, pour éviter une erreur judiciaire dans ce procès inique.

## Naissances
- 10 septembre : Charles Sanders Peirce (mort en 1914), sémiologue et philosophe américain.
- 25 septembre : Karl Alfred von Zittel (mort en 1904), paléontologue allemand.

## Décès
- 29 septembre : Friedrich Mohs (né en 1773), minéralogiste allemand.